# Pater Lieven
Pater Lieven is een Belgisch abdijbier van hoge gisting.
Het bier wordt gebrouwen in Brouwerij Van Den Bossche te Sint-Lievens-Esse in Oost-Vlaanderen. Pater Lieven bier werd de eerste maal gebrouwen in 1957 ter gelegenheid van de St-Livinusfeesten. Het was een amberkleurig bier van 5,7%. In 1997 kwamen er nieuwe bieren, een blonde en een bruine versie. Een jaar later kwam daar nog de Pater Lieven Tripel bij. Omdat het vroegere kerstbier van de brouwerij gebruikt werd voor Pater Lieven Bruin, besloot men in 2000 een volledig nieuw kerstbier te lanceren, Kerst Pater. Datzelfde jaar behaalde Pater Lieven Blond een gouden medaille in de categorie best bottled ales op de Toronto wine & cheese show in Canada.
Er bestaan 5 varianten:
- Blond, blond bier met een alcoholpercentage van 6,5%
- Bruin, donkerbruin bier met een alcoholpercentage van 6,5%
- Tripel, amberkleurig bier met een alcoholpercentage van 8%
- Wit, stroblond, licht troebel witbier met een alcoholpercentage van 4,5%
- Kerst Pater, donkerbruin kerstbier met een alcoholpercentage van 9%